# Bulbophyllum carrianum
Bulbophyllum carrianum là một loài phong lan thuộc chi Bulbophyllum.